# Damalis macula
Damalis macula là một loài ruồi trong họ Asilidae. Damalis macula được Scarbrough miêu tả năm 2005. Loài này phân bố ở miền Ấn Độ - Mã Lai.